# Artun Akçakın
Artun Akçakın (Ankara, 6 mei 1993) is een Turks voetballer die doorgaans speelt als spits. In juli 2024 verruilde hij Karaman voor Balıkesirspor.

## Clubcarrière
Akçakın speelde tussen 2003 en 2010 in de jeugdopleiding van Gençlerbirliği. Door die club werd de aanvaller in 2010 twee seizoenen verhuurd aan Hacettepe. Aldaar zou hij tot vijfenvijftig competitiewedstrijden komen in het eerste elftal en daarin wist hij 27 keer doel te treffen. Na zijn terugkeer bij Gençlerbirliği speelde hij zestien wedstrijden, maar tot een goal kwam hij niet. Hierna werd Akçakın verhuurd aan Fethiyespor en daarna aan Adana Demirspor. Na een half jaar verkaste de spits op huurbasis naar Alanyaspor. Vanaf januari 2016 bracht hij een half seizoen door bij Ümraniyespor. In de zomer van 2016 verliet hij Gençlerbirliği definitief, toen hij verkaste naar Şanlıurfaspor. Daar zette hij zijn handtekening onder een verbintenis voor de duur van twee seizoenen. Na deze twee seizoenen maakte hij transfervrij de overstap naar Manisa BB. Akçakın ging in januari 2019 spelen voor Kastamonuspor. Een jaar later liet hij Kastamonuspor achter zich, om voor Tarsus Idman Yurdu te gaan spelen. Bij deze club keerde hij in 2021 terug na een jaartje bij Eyüpspor. Akçakın tekende in januari 2023 bij İskenderunspor, om in december van dat jaar weer te vertrekken. De maand erop tekende hij voor Karaman. Medio 2024 nam Balıkesirspor hem over.